# Списак епизода серије Брачне воде

Серија Брачне воде је имала 262 епизодe (11 сезона) током свог емитовања. Произвела ју је америчка ТВ кућа Фокс. Премијерно је приказана 5. априла 1987. године, а последња епизода се нашла на ТВ екранима 9. јуна 1997. године.

## Преглед серије
| Сезона | Сезона | Епизоде | Оригинално приказивање | Оригинално приказивање |
| Сезона | Сезона | Епизоде | Прва епизода           | Последња епизода       |
| ------ | ------ | ------- | ---------------------- | ---------------------- |
|        | 1      | 13      | 5. април 1987.         | 28. јун 1987.          |
|        | 2      | 22      | 27. септембар 1987.    | 1. мај 1988.           |
|        | 3      | 22      | 6. новембар 1988.      | 21. мај 1989.          |
|        | 4      | 23      | 3. септембар 1989.     | 13. мај 1990.          |
|        | 5      | 25      | 23. септембар 1990.    | 19. мај 1991.          |
|        | 6      | 26      | 8. септембар 1991.     | 17. мај 1992.          |
|        | 7      | 26      | 13. септембар 1992.    | 23. мај 1993.          |
|        | 8      | 26      | 5. септембар 1993.     | 22. мај 1994.          |
|        | 9      | 26      | 4. септембар 1994.     | 21. мај 1995.          |
|        | 10     | 26      | 17. септембар 1995.    | 19. мај 1996.          |
|        | 11     | 24      | 29. септембар 1996.    | 9. јун 1997.           |

## Прва сезона: 1987
У првој сезони Брачних вода представљени су главни ликови: Ал, Пеги, Кели и Бад Банди заједно са њиховим комшијама Стивом и Марси Роудс. Ова сезона је и једина у којој Ал и Пеги воле да уживају у својим интимним тренуцима, а такође и једина у којој можемо видети да Пеги обавља кућне послове. Први пут је поменуто да је Пеги пореклом из округа Венкер у Висконсину и да су њени рођаци сељаци.
| #  | Назив епизоде                     | Премијера       |
| -- | --------------------------------- | --------------- |
| 1  | Pilot                             | 5. април 1987.  |
| 2  | Thinnergy                         | 12. април 1987. |
| 3  | But I Didn't Shoot the Deputy     | 19. април 1987. |
| 4  | Whose Room Is It Anyway?          | 26. април 1987. |
| 5  | Have You Driven a Ford Lately     | 3. мај 1987.    |
| 6  | Sixteen Years and What Do You Get | 10. мај 1987.   |
| 7  | Married... Without Children       | 17. мај 1987.   |
| 8  | The Poker Game                    | 24. мај 1987.   |
| 9  | Peggy Sue Got Work                | 31. мај 1987.   |
| 10 | Al Loses His Cherry               | 7. јун 1987.    |
| 11 | Nightmare on Al's Street          | 14. јун 1987.   |
| 12 | Where's the Boss?                 | 21. јун 1987.   |
| 13 | Johnny Be Gone                    | 28. јун 1987.   |

## Друга сезона: 1987–1988
На почетку друге сезоне Кели је приказана као паметна девојка, међутим при крају ове сезоне она постаје приглупа плавуша, што ће пратити њен лик до краја емитовања серије. У овој сезони постоји прва епизода која се не дешава у потпуности у Чикагу, одакле је породица Банди.
| #  | Назив епизоде                     | Премијера           |
| -- | --------------------------------- | ------------------- |
| 1  | Poppy's by the Tree: Part 1       | 27. септембар 1987. |
| 2  | Poppy's by the Tree: Part 2       | 27. септембар 1987. |
| 3  | If I Were a Rich Man              | 4. октобар 1987.    |
| 4  | Buck Can Do It                    | 11. октобар 1987.   |
| 5  | Girls Just Wanna Have Fun: Part 1 | 18. октобар 1987.   |
| 6  | Girls Just Wanna Have Fun: Part 2 | 18. октобар 1987.   |
| 7  | For Whom the Bell Tolls           | 25. октобар 1987.   |
| 8  | Born to Walk                      | 1. новембар 1987.   |
| 9  | Alley of the Dolls                | 8. новембар 1987.   |
| 10 | The Razor's Edge                  | 15. новембар 1987.  |
| 11 | How Do You Spell Revenge?         | 22. новембар 1987.  |
| 12 | Earth Angel                       | 6. децембар 1987.   |
| 13 | You Better Watch Out              | 20. децембар 1987.  |
| 14 | Guys and Dolls                    | 10. јануар 1988.    |
| 15 | Build a Better Mousetrap          | 24. јануар 1988.    |
| 16 | Master the Possibilities          | 7. фебруар 1988.    |
| 17 | Peggy Loves Al - Yeah, Yeah, Yeah | 14. фебруар 1988.   |
| 18 | The Great Escape                  | 21. фебруар 1988.   |
| 19 | Im-Po-Dent                        | 28. фебруар 1988.   |
| 20 | Just Married... with Children     | 6. март 1988.       |
| 21 | Father Lode                       | 13. март 1988.      |
| 22 | All in the Family                 | 1. мај 1988.        |

## Трећа сезона: 1988–1989
У трећој сезони популарност серије је нагло порасла, а разлог за то је била кампања Тери Раколте против серије.
| #  | Назив епизоде                          | Премијера          |
| -- | -------------------------------------- | ------------------ |
| 1  | He Thought He Could                    | 6. новембар 1988.  |
| 2  | I'm Going to Sweatland                 | 20. новембар 1988. |
| 3  | Poke High                              | 27. новембар 1988. |
| 4  | The Camping Show                       | 11. децембар 1988. |
| 5  | Dump of My Own                         | 8. јануар 1989.    |
| 6  | Her Cups Runneth Over                  | 15. јануар 1989.   |
| 7  | The Bald and the Beautiful             | 29. јануар 1989.   |
| 8  | The Gypsy Cried                        | 5. фебруар 1989.   |
| 9  | Requiem for a Dead Barber              | 12. фебруар 1989.  |
| 10 | Eatin' Out                             | 19. фебруар 1989.  |
| 11 | My Mom, the Mom                        | 26. фебруар 1989.  |
| 12 | Can't Dance, Don't Ask Me              | 18. март 1989.     |
| 13 | The Harder They Fall                   | 25. март 1989.     |
| 14 | A Three Job, No Income Family          | 2. април 1989.     |
| 15 | I'll See You in Court                  | 29. децембар 1989. |
| 16 | The House that Peg Lost                | 9. април 1989.     |
| 17 | Married... with Prom Queen: Part 1     | 23. април 1989.    |
| 18 | Married... with Prom Queen: The Sequel | 30. април 1989.    |
| 19 | The Dateless Amigo                     | 7. мај 1989.       |
| 20 | The Computer Show                      | 14. мај 1989.      |
| 21 | Life's a Beach                         | 21. мај 1989.      |
| 22 | Here's Looking at You, Kid             | 27. август 1989.   |

## Четврта сезона: 1989–1990
У четвртој сезони Стив Роудс напушта Марси и одлази да ради као чувар у Јелоустонском националном парку. Марси је до краја те сезона била без мужа. Ово је такође и прва сезона, где публика аплаудира када неко од главних ликова први пут у епизоди уђе на улазна врата куће Бандијевих. Такође у овој сезони пас Бак почиње да води монологе.
| #  | Назив епизоде                            | Премијера           |
| -- | ---------------------------------------- | ------------------- |
| 1  | Hot off the Grill                        | 3. септембар 1989.  |
| 2  | Dead Men Don't Do Aerobics               | 10. септембар 1989. |
| 3  | Buck Saves the Day                       | 24. септембар 1989. |
| 4  | Tooth or Consequences                    | 1. октобар 1989.    |
| 5  | He Ain't Much, But He's Mine             | 8. октобар 1989.    |
| 6  | Fair Exchange                            | 29. октобар 1989.   |
| 7  | Desperately Seeking Miss October         | 5. новембар 1989.   |
| 8  | 976-SHOE                                 | 12. новембар 1989.  |
| 9  | Oh, What a Feeling                       | 19. новембар 1989.  |
| 10 | At the Zoo                               | 26. новембар 1989.  |
| 11 | It's a Bundyful Life: Part 1             | 17. децембар 1989.  |
| 12 | It's a Bundyful Life: Part 2             | 17. децембар 1989.  |
| 13 | Who'll Stop the Rain                     | 7. јануар 1990.     |
| 14 | A Taxing Problem                         | 14. јануар 1990.    |
| 15 | Rock and Roll Girl                       | 4. фебруар 1990.    |
| 16 | You Gotta Know When to Hold Them: Part 1 | 11. фебруар 1990.   |
| 17 | You Gotta Know When to Fold Them: Part 2 | 18. фебруар 1990.   |
| 18 | What Goes Around Came Around             | 25. фебруар 1990.   |
| 19 | Peggy Turns 300                          | 25. март 1990.      |
| 20 | Peggy Made a Little Lamb                 | 15. април 1990.     |
| 21 | Rain Girl                                | 29. април 1990.     |
| 22 | The Agony of De-Feet                     | 6. мај 1990.        |
| 23 | Yard Sale                                | 13. мај 1990.       |

## Пета сезона: 1990–1991
У половини пете сезоне Марси се буди крај Џеферсона Дарсија и сазнаје да је удата за њега. У овој сезони први пут сазнајемо да је омиљена Алова серија Психо- тата и први пут је поменуто да је Ал постигао четири погодка на једној средњошколској рагби утакмици. Бад губи невиност током ове сезоне.
| #  | Назив епизоде                       | Премијера           |
| -- | ----------------------------------- | ------------------- |
| 1  | We'll Follow the Sun                | 23. септембар 1990. |
| 2  | Al... with Kelly                    | 30. септембар 1990. |
| 3  | Sue Casa, His Casa                  | 7. октобар 1990.    |
| 4  | The Unnatural                       | 14. октобар 1990.   |
| 5  | Dance Show                          | 21. октобар 1990.   |
| 6  | Kelly Bounces Back                  | 28. октобар 1990.   |
| 7  | Married... with Aliens              | 4. новембар 1990.   |
| 8  | Wabbit Season                       | 11. новембар 1990.  |
| 9  | Do Ya Think I'm Sexy                | 18. новембар 1990.  |
| 10 | One Down, Two to Go                 | 25. новембар 1990.  |
| 11 | And Baby Makes Money                | 16. децембар 1990.  |
| 12 | Married ... with Who                | 6. јануар 1991.     |
| 13 | The Godfather                       | 3. фебруар 1991.    |
| 14 | Look Who's Barking                  | 10. фебруар 1991.   |
| 15 | A Man's Castle                      | 17. фебруар 1991.   |
| 16 | All-Nite Security Dude              | 24. фебруар 1991.   |
| 17 | Oldies but Young 'Uns               | 17. март 1991.      |
| 18 | Weenie Tot Lovers & Other Strangers | 24. март 1991.      |
| 19 | Kids! Wadaya Gonna Do?              | 31. март 1991.      |
| 20 | Top of the Heap                     | 7. април 1991.      |
| 21 | You Better Shop Around: Part 1      | 14. април 1991.     |
| 22 | You Better Shop Around: Part 2      | 21. април 1991.     |
| 23 | Route 666: Part 1                   | 28. април 1991.     |
| 24 | Route 666: Part 2                   | 5. мај 1991.        |
| 25 | Buck the Stud                       | 19. мај 1991.       |

## Шеста сезона: 1991–1992
Кроз целу ову сезону Пеги и Марси су трудне, због тога што је глумица Кејти Сагал била трудна у правом животу. Сагалова је имала превремен порођај тако да није глумила у три епизоде. На крају сезоне откривено је да је трудноћа жена био део Алових ноћних мора. У овој сезони Стив Роудс се враћа у једној епизоди, Кели постаје „Верминатор“, Бандијеви путују у Енглеску. Такође је уведен и Бадов хип- хоп алтер его „Грендмастер Би“, који би требало да му помогне у односима са женама.
| #  | Назив епизоде                                      | Премијера           |
| -- | -------------------------------------------------- | ------------------- |
| 1  | She's Having a Baby: Part 1                        | 8. септембар 1991.  |
| 2  | She's Having a Baby: Part 2                        | 15. септембар 1991. |
| 3  | If Al Had a Hammer                                 | 22. септембар 1991. |
| 4  | Cheese, Cues, and Blood                            | 29. септембар 1991. |
| 5  | Lookin' for a Desk in All the Wrong Places         | 6. октобар 1991.    |
| 6  | Buck Has a Belly Ache                              | 13. октобар 1991.   |
| 7  | If I Could See Me Now                              | 27. октобар 1991.   |
| 8  | God's Shoes                                        | 6. новембар 1991.   |
| 9  | Kelly Does Hollywood: Part 1                       | 10. новембар 1991.  |
| 10 | Kelly Does Hollywood: Part 2                       | 17. новембар 1991.  |
| 11 | Al Bundy, Shoe Dick                                | 24. новембар 1991.  |
| 12 | So This Is How Sinatra Felt                        | 1. децембар 1991.   |
| 13 | I Who Have Nothing                                 | 22. децембар 1991.  |
| 14 | The Mystery of Skull Island                        | 5. јануар 1992.     |
| 15 | Just Shoe It                                       | 19. јануар 1992.    |
| 16 | Rites of Passage                                   | 9. фебруар 1992.    |
| 17 | The Egg and I                                      | 16. фебруар 1992.   |
| 18 | My Dinner with Anthrax                             | 23. фебруар 1992.   |
| 19 | Psychic Avengers                                   | 1. март 1992.       |
| 20 | High I.Q.                                          | 22. март 1992.      |
| 21 | Teacher Pets                                       | 5. април 1992.      |
| 22 | The Goodbye Girl                                   | 19. април 1992.     |
| 23 | The Gas Station Show                               | 26. април 1992.     |
| 24 | England Show I                                     | 3. мај 1992.        |
| 25 | England Show II: Wastin' the Company's Money       | 10. мај 1992.       |
| 26 | England Show III: We're Spending as Fast as We Can | 17. мај 1992.       |

## Седма сезона: 1992–1993
У седмој сезони аутори серије су увели лик Седам, треће дете Бандијевих. Пошто га публика није добро прихватила његов лик је уклоњен из серије без икаквих објашњења. Ово је и прва сезона где Баду почиње да расте брада (за коју су људи мислили да је прљавштина, у епизоди у којој се она први пут примећује). Стив Роудс се и у овој сезони појавио једном.
| #  | Назив епизоде                           | Премијера           |
| -- | --------------------------------------- | ------------------- |
| 1  | Magnificent Seven                       | 13. септембар 1992. |
| 2  | T-R-A Something, Something Spells Tramp | 20. септембар 1992. |
| 3  | Every Bundy Has a Birthday              | 27. септембар 1992. |
| 4  | Al on the Rocks                         | 4. октобар 1992.    |
| 5  | What I Did for Love                     | 11. октобар 1992.   |
| 6  | Frat Chance                             | 25. октобар 1992.   |
| 7  | The Chicago Wine Party                  | 1. новембар 1992.   |
| 8  | Kelly Doesn't Live Here Anymore         | 8. новембар 1992.   |
| 9  | Rock of Ages                            | 15. новембар 1992.  |
| 10 | Death of a Shoe Salesman                | 22. новембар 1992.  |
| 11 | The Old College Try                     | 13. децембар 1992.  |
| 12 | Christmas                               | 20. децембар 1992.  |
| 13 | Wedding Show                            | 10. јануар 1993.    |
| 14 | It Doesn't Get Any Better Than This     | 24. јануар 1993.    |
| 15 | Heels on Wheels                         | 7. фебруар 1993.    |
| 16 | Mr. Empty Pants                         | 14. фебруар 1993.   |
| 17 | You Can't Miss                          | 21. фебруар 1993.   |
| 18 | Peggy and the Pirates                   | 28. фебруар 1993.   |
| 19 | Go for the Old                          | 14. март 1993.      |
| 20 | Un-Alful Entry                          | 28. март 1993.      |
| 21 | Movie Show                              | 11. април 1993.     |
| 22 | 'Til Death Do Us Part                   | 25. април 1993.     |
| 23 | 'Tis Time to Smell the Roses            | 2. мај 1993.        |
| 24 | Old Insurance Dodge                     | 9. мај 1993.        |
| 25 | The Wedding Repercussions               | 16. мај 1993.       |
| 26 | The Proposition                         | 23. мај 1993.       |

## Осма сезона: 1993–1994
У осмој сезони у серију су уведени многи Алови пријатељи: Арон, Боб Руни и поручник Ден (иако поручник Ден није био лик у претходним сезонама овај глумац се појављивао у ликовима бројних полицајаца у серији). Ал, Џеферсон, Боб Руни и поручник Ден (заједно са Грифом и Ајком, који су се појавили први пут у 9 сезони) формирају групу „Не госпођо“ (NO MA'AM). У овој сезони Бад се прикључује братсву.
| #  | Назив епизоде                              | Премијера           |
| -- | ------------------------------------------ | ------------------- |
| 1  | A Tisket, a Tasket, Can Peg Make a Basket? | 5. септембар 1993.  |
| 2  | Hood in the Boyz                           | 12. септембар 1993. |
| 3  | Proud to Be Your Bud?                      | 19. септембар 1993. |
| 4  | Luck of the Bundys                         | 26. септембар 1993. |
| 5  | Banking on Marcy                           | 3. октобар 1993.    |
| 6  | No Chicken, No Check                       | 10. октобар 1993.   |
| 7  | Take My Wife, Please                       | 24. октобар 1993.   |
| 8  | Scared Single                              | 7. новембар 1993.   |
| 9  | NO MA'AM                                   | 14. новембар 1993.  |
| 10 | Dances with Weezy                          | 21. новембар 1993.  |
| 11 | Change for a Buck                          | 28. новембар 1993.  |
| 12 | A Little Off the Top                       | 12. децембар 1993.  |
| 13 | The Worst Noel                             | 19. децембар 1993.  |
| 14 | Sofa So Good                               | 16. јануар 1994.    |
| 15 | Honey, I Blew Up Myself                    | 23. јануар 1994.    |
| 16 | How Green Was My Apple                     | 6. фебруар 1994.    |
| 17 | Valentine's Day Massacre                   | 13. фебруар 1994.   |
| 18 | Get Outta Dodge                            | 20. фебруар 1994.   |
| 19 | Field of Screams                           | 27. фебруар 1994.   |
| 20 | The D'Arcy Files                           | 20. март 1994.      |
| 21 | Nooner or Later                            | 10. април 1994.     |
| 22 | Ride Scare                                 | 24. април 1994.     |
| 23 | The Legend of Ironhead Haynes              | 1. мај 1994.        |
| 24 | Assault and Batteries                      | 8. мај 1994.        |
| 25 | Al Goes Deep                               | 15. мај 1994.       |
| 26 | Kelly Knows Something                      | 22. мај 1994.       |

## Девета сезона: 1994–1995
У деветој сезони појављује се и Алов колега Гриф који почиње да ради у „Геријевој“ продавници ципела. Стив Роудс се појављује последња два пута током ове сезоне. Такође је отказана Алова омиљена серија Психо- тата, Бад се запошљава као инструктор вожње, први пут се појављују власница продавнице ципела Гери (за коју се испоставља да је женско), Марсина рођака Ејмбер и тв репортер Миранда Веракруз Делахоја Кардинал.
| #  | Назив епизоде                                | Премијера           |
| -- | -------------------------------------------- | ------------------- |
| 1  | Shoeway to Heaven                            | 4. септембар 1994.  |
| 2  | Driving Mr. Boondy                           | 11. септембар 1994. |
| 3  | Kelly Breaks Out                             | 18. септембар 1994. |
| 4  | Naughty But Niece                            | 25. септембар 1994. |
| 5  | Business Sucks: Part 1                       | 2. октобар 1994.    |
| 6  | Business Still Sucks: Part 2                 | 9. октобар 1994.    |
| 7  | Dial B for Virgin                            | 16. октобар 1994.   |
| 8  | Sleepless in Chicago                         | 23. октобар 1994.   |
| 9  | No Pot to Pease In                           | 6. новембар 1994.   |
| 10 | Dud Bowl                                     | 13. новембар 1994.  |
| 11 | A Man for No Seasons                         | 27. новембар 1994.  |
| 12 | I Want My Psycho Dad: Part 1                 | 11. децембар 1994.  |
| 13 | I Want My Psycho Dad: Second Blood: Part 2   | 18. децембар 1994.  |
| 14 | The Naked and the Dead, But Mostly the Naked | 8. јануар 1995.     |
| 15 | Kelly Takes a Shot                           | 15. јануар 1995.    |
| 16 | Best of Bundy                                | 5. фебруар 1995.    |
| 17 | Get the Dodge Outta Hell                     | 5. фебруар 1995.    |
| 18 | 25 Years and What Do You Get?                | 12. фебруар 1995.   |
| 19 | Ship Happens: Part 1                         | 19. фебруар 1995.   |
| 20 | Ship Happens: Part 2                         | 26. фебруар 1995.   |
| 21 | Something Larry This Way Comes               | 12. март 1995.      |
| 22 | And Bingo Was Her Game-O                     | 26. март 1995.      |
| 23 | User Friendly                                | 9. април 1995.      |
| 24 | Pump Fiction                                 | 30. април 1995.     |
| 25 | My Favorite Married...                       | 30. април 1995.     |
| 26 | Radio Free Trumaine                          | 7. мај 1995.        |
| 27 | Shoeless Al                                  | 14. мај 1995.       |
| 28 | The Undergraduate                            | 21. мај 1995.       |

## Десета сезона: 1995–1996
У десетој сезони, угине породични пас Бак али се убрзо реинкарнира у телу другог пса Лаки, који постаје нови кућни љубимац Бандијевих. У овој сезони се и први пут појављује Пегин отац Ефрајим и мајка, која се усељава код Бандијевих (мада њен лик није никад приказан, само се чује глас. Такође Пеги напушта кућу да би ишла у Европу да пронађе оца.
| #  | Назив епизоде                                     | Премијера           |
| -- | ------------------------------------------------- | ------------------- |
| 1  | Guess Who's Coming to Breakfast, Lunch and Dinner | 17. септембар 1995. |
| 2  | A Shoe Room with a View                           | 24. септембар 1995. |
| 3  | Requiem for a Dead Briard                         | 1. октобар 1995.    |
| 4  | Reverend Al                                       | 8. октобар 1995.    |
| 5  | How Bleen Was My Kelly                            | 15. октобар 1995.   |
| 6  | The Weaker Sex                                    | 22. октобар 1995.   |
| 7  | Flight of the Bumblebee                           | 29. октобар 1995.   |
| 8  | Blonde and Blonder                                | 5. новембар 1995.   |
| 9  | The Two That Got Away                             | 19. новембар 1995.  |
| 10 | Dud Bowl II                                       | 26. новембар 1995.  |
| 11 | Al Bundy Sports Spectacular                       | 26. новембар 1995.  |
| 12 | Bearly Men                                        | 3. децембар 1995.   |
| 13 | Love Conquers Al                                  | 10. децембар 1995.  |
| 14 | I Can't Believe It's Butter                       | 17. децембар 1995.  |
| 15 | The Hood, the Bud & the Kelly: Part 1             | 7. јануар 1996.     |
| 16 | The Hood, the Bud & the Kelly: Part 2             | 14. јануар 1996.    |
| 17 | Calendar Girl                                     | 4. фебруар 1996.    |
| 18 | The Agony and the Extra C                         | 11. фебруар 1996.   |
| 19 | Spring Break: Part 1                              | 18. фебруар 1996.   |
| 20 | Spring Break: Part 2                              | 25. фебруар 1996.   |
| 21 | Turning Japanese                                  | 17. март 1996.      |
| 22 | Al Goes to the Dogs                               | 24. март 1996.      |
| 23 | Enemies                                           | 14. април 1996.     |
| 24 | Bud Hits the Books                                | 28. април 1996.     |
| 25 | Kiss of the Coffee Woman                          | 5. мај 1996.        |
| 26 | Torch Song Duet                                   | 19. мај 1996.       |
| 27 | The Joke's on Al                                  | 26. мај 1996.       |

## Једанаеста сезона: 1996–1997
Једанаеста сезона је била и последња у којој је снимана серија. Повећани трошкови и смањена гледаност довели су отказивања серије.
| #  | Назив епизоде                     | Премијера           |
| -- | --------------------------------- | ------------------- |
| 1  | Twisted                           | 28. септембар 1996. |
| 2  | Children of the Corns             | 5. октобар 1996.    |
| 3  | Kelly's Gotta Habit               | 12. октобар 1996.   |
| 4  | Requiem for a Chevyweight: Part 1 | 10. новембар 1996.  |
| 5  | Requiem for a Chevyweight: Part 2 | 17. новембар 1996.  |
| 6  | A Bundy Thanksgiving              | 24. новембар 1996.  |
| 7  | The Juggs Have Left the Building  | 1. децембар 1996.   |
| 8  | God Help Ye Merry Bundymen        | 22. децембар 1996.  |
| 9  | Crimes Against Obesity            | 29. децембар 1996.  |
| 10 | The Stepford Peg                  | 6. јануар 1997.     |
| 11 | Bud on the Side                   | 13. јануар 1997.    |
| 12 | Grime and Punishment              | 20. јануар 1997.    |
| 13 | T*R*A*S*H                         | 27. јануар 1997.    |
| 14 | Breaking Up Is Easy to Do: Part 1 | 24. јануар 1997.    |
| 15 | Breaking Up Is Easy to Do: Part 2 | 24. фебруар 1997.   |
| 16 | Breaking Up Is Easy to Do: Part 3 | 3. март 1997.       |
| 17 | Live Nude Peg                     | 10. март 1997.      |
| 18 | A Babe in Toyland                 | 17. март 1997.      |
| 19 | Birthday Boy Toy                  | 31. март 1997.      |
| 20 | Damn Bundys                       | 28. април 1997.     |
| 21 | Lez Be Friends                    | 10. април 1997.     |
| 22 | The Desperate Half-Hour: Part 1   | 5. мај 1997.        |
| 23 | How to Marry a Moron: Part 2      | 5. мај 1997.        |
| 24 | Chicago Shoe Exchange             | 9. јуни 1997.       |